# Mikołaj Franciszek Rossochacki
Mikołaj Franciszek Rossochacki, (Rosochacki) herbu Prus III (zm. 12 kwietnia 1685 w Oławie pod Trokami) – ciwun trocki w 1670 roku, surrogator grodzki wileński w latach 1669–1670, pisarz ziemski wileński w latach 1667–1685, sędzia ziemski trocki w 1659 roku, pisarz skarbowy Wielkiego Księstwa Litewskiego w 1658 roku, pisarz ziemski trocki w 1653 roku, pisarz grodzki trocki w 1650 roku, sekretarz Jego Królewskiej Mości w 1658 roku, starosta niemonojcki w 1661 roku, dyrektor trockiego sejmiku przedelekcyjnego 1674 roku.

## Życiorys
Na sejmach 1658 i 1659  roku był wyznaczony deputatem do Trybunału Skarbowego Wielkiego Księstwa Litewskiego. Poseł województwa trockiego na sejmy: 1661, 1662, 1664 roku, był posłem na konwokację wileńską w 1665 i 1667 roku. Poseł na sejm abdykacyjny 1668 i sejm elekcyjny 1669 roku oraz oba sejmy (nadzwyczajny i Sejm zwyczajny) 1670 roku z województwa wileńskiego.
Na sejmie 1667 roku wyznaczony z Koła Poselskiego komisarzem do zapłaty wojsku Wielkiego Księstwa Litewskiego. Na sejmie abdykacyjnym jako poseł województwa wileńskiego 16 września 1668 roku podpisał akt potwierdzający abdykację Jana II Kazimierza Wazy. W 1669 roku był elektorem Michała Korybuta Wiśniowieckiego z województwa wileńskiego.
Jako poseł na sejm konwokacyjny 1674 roku z województwa wileńskiego był członkiem konfederacji generalnej zawiązanej 15 stycznia 1674 roku na tym sejmie. W 1676 roku przewodniczył sejmikowi relacyjnemu wileńskiemu. Poseł na sejm koronacyjny 1676 roku z Trok.
Z małżeństwa z Cecylią z Krasowskich miał syna Władysława Michała (zm. 1684), również starostę niemonojckiego.